# Miuccia Prada
Miuccia Bianchi Prada (Milão, 10 de maio de 1949) é uma estilista italiana. Ela é a designer-chefe da Prada e a fundadora de sua subsidiária Miu Miu. Em março de 2019, a Forbes estimou seu patrimônio líquido em US$ 2,4 bilhões. A revista a listou como a 75ª mulher mais poderosa do mundo em 2014. O distrito natal de Miuccia Prada é o distrito de Porta Romana, em Milão.

## Carreira
É formada em ciências políticas e ex-militante do Partido Comunista Italiano. Em 1985, Miuccia herdou a posse da marca de moda Prada.
Atualmente está casada Patrizio Bertelli, CEO do grupo Prada, conglomerado da moda que incluí as marcas Miu Miu, Helmut Lang e Azzedine Allaia. Quando jovem, a estilista participou de movimentos estudantis e quis trazer para as coleções uma mulher inteligente, bem informada, ousada e inovadora, bem diferente do estilo feminino e sensual pregado pelo conterrâneo Gianni Versace.